# Agrotera saltigalis
Agrotera saltigalis là một loài bướm đêm trong họ Crambidae.